# Аулих, Витольд Витольдович
Ау́лих, Вито́льд Вито́льдович (26 января 1928, Львов — 21 ноября 1994, там же) — археолог, исследователь памятников славян и княжеств Прикарпатья и Волыни.

## Биография
Родился во Львове 26 января 1928 года в семье декана энерго-машиностроительного факультета Львовского политехнического института. После окончания школы, с 1945 года обучался на филологическом факультете Львовского университета по специальности классическая филология. В те годы заинтересовался археологией и посещая Институт общественных наук АН УССР, выполнял лаборантскую работу, обрабатывая археологические материалы.
После окончания университета работал школьным учителем немецкого языка. В 1953 году поступил на работу в Институт общественных наук АН УССР, где сотрудничал до завершения трудовой деятельности. В 1960 году защитил диссертацию на соискание учёной степени кандидата исторических наук.

## Научная деятельность
В 1956—1964 годах исследовал Зимновское городище вблизи города Владимира-Волынского. Результат был опубликован в 1972 году в монографии «Зимнівське городище (слов’янська пам’ятка VI—VII н.е. в Західній Волині)». В 1968 году проводил раскопки в Дорогобуже. С 1969 года работал на территории Национального заповедника «Древний Галич».

## Некоторые публикации
Витольд Аулих является автором около 100 научных публикаций. К ним относятся как собственные работы, так и соавторство в коллективных монографиях. Основными из них являются:
- Аулих В. В. Археология Прикарпатья, Волыни и Закарпатья (раннеславянский и древнерусский периоды). — Киев, 1990.
- Ауліх В. В. Давньоруський Галич у дослідженнях НТШ / В. В. Ауліх // Т. Шевченко і українська національна культура. — Львів, 1990. — С. 81-82.
- Ауліх В. В. До історії давньої галицької архітектури / В. В. Ауліх // Нові матеріали з археології Прикарпаття і Волині. — Вип. 2. — Львів, 1992. — С. 82-83.
- Ауліх В. В. З історичної географії Галицької землі / В. В. Ауліх // Міжнародна наукова конференція «Галицько-Волинська держава: передумови виникнення, історія, культура, традиції». Галич, 19-21 серпня 1993 р. Тези доповідей та повідомлень. — Львів, 1993. — С. 31-33.
- Ауліх В. В. Зимнівське городище (слов’янська пам’ятка VI—VII н.е. в Західній Волині) / В. В. Ауліх. — К. : Наук. думка, 1972. — 124 с.
- Ауліх В. В. Населення південно-західного пограниччя Київської Русі (З історії Галицької землі V—X ст.) / В. В. Ауліх // Київська Русь: культура, традиції. — К., 1982. — С. 4-11.